# I Am Not a Doctor
I Am Not a Doctor es el segundo álbum del dúo británico de música electrónica Moloko, lanzado en 1998. El álbum recibió buenas críticas, aunque no vendió muchas copias. Fue publicado en Reino Unido en Echo Records. Este álbum sigue la línea de su álbum debut Do You Like My Tight Sweater? pero esta vez más orientados al drum'n'bass y el synth pop.
El remix que realizó Boris Dlugosch de la canción Sing It Back alcanzaría las listas de ventas dos veces, se convirtió en un gran éxito y sonó mucho en las pistas de baile. Debido a esto se incluyó como pista extra en su siguiente álbum Things To Make And Do en el año 2000.

## Canciones
| N.º | Título                          | Duración |  |
| 1.  | «The Flipside»                  | 4:10     |  |
| 2.  | «Knee Deepen»                   | 5:30     |  |
| 3.  | «Blink»                         | 4:23     |  |
| 4.  | «Stylophone Pet»                | 1:09     |  |
| 5.  | «Downsized»                     | 4:12     |  |
| 6.  | «Sorry»                         | 1:33     |  |
| 7.  | «Sing It Back»                  | 4:23     |  |
| 8.  | «Pretty Bridges»                | 5:36     |  |
| 9.  | «Be Like You»                   | 4:44     |  |
| 10. | «Caught in a Whisper»           | 4:35     |  |
| 11. | «Dr. Zee»                       | 5:37     |  |
| 12. | «The Id»                        | 6:02     |  |
| 13. | «Tatty Narja»                   | 0:35     |  |
| 14. | «Over My Head»                  | 5:09     |  |
| 15. | «Should've Been, Could've Been» | 5:36     |  |

## Bonus Tracks de la versión australiana
| Versión australiana |                                      |          |  |
| N.º                 | Título                               | Duración |  |
| 16.                 | «The Flipside» (Pigs in Space Remix) | 8:03     |  |

## Bonus tracks de la versión japonesa
| Versión japonesa |                                       |          |  |
| N.º              | Título                                | Duración |  |
| 17.              | «Sing It Back» (DJ Tommy 'Timmy' Mix) | 5:28     |  |

## Sencillos
1. «The Flipside»
2. «Sing It Back» alcanzó el puesto n.º. 4 en UK y el 1 en EE. UU. en Hot Dance Club Play
3. «Knee Deepen» (promocional)

- Datos: Q5225307